# Klebang
Klebang – miasto w Malezji, w stanie Malakka. W 2000 roku liczyło 30 509 mieszkańców.